# Exquisite Corpse
Albums de Warpaint
The Fool
(2010)
Exquisite Corpse est le premier EP du groupe Warpaint. Cet Ep a été mixé par l'ancien guitariste des Red Hot Chili Peppers John Frusciante. Josh Klinghoffer, l'actuel guitariste des Red Hot Chili Peppers, a quant à lui enregistré la batterie sur le titre Billie Holiday. Des vidéos promotionnelles ont été tournées pour les titres Stars, Elephants et Beetles.

## Liste des chansons
| No | Titre          | Durée |
| -- | -------------- | ----- |
| 1. | Stars          | 6:25  |
| 2. | Elephants      | 4:44  |
| 3. | Billie Holiday | 6:44  |
| 4. | Beetles        | 6:57  |
| 5. | Burgundy       | 4:40  |
| 6. | Krimson        | 4:02  |

## Personnel
- Jenny Lee Lindberg – basse
- Emily Camille Kokal – guitare, chant
- Theresa Becker Wayman – guitare, chant, batterie (Krimson)
- Shannon Marie Sossamon – batterie, chant
- David Michael Orlando – batterie (Burgundy)
- Josh Klinghoffer – batterie (Billie Holiday), guitare (Krimson) [non crédité]
- John Frusciante – mellotron (Billie Holiday) [non crédité]

### Enregistrement
- Jake Simon Bercovici – producteur
- John Frusciante – mixeur
- Adam Samuels – mixeur